# Ceuthmochares
Genre
Le genre Ceuthmochares comprend 2 espèces de Malcohas, oiseaux de la famille des Cuculidae.

## Liste des espèces
D'après la classification de référence (version 5.1, 2015) du Congrès ornithologique international (ordre phylogénique) :
- Ceuthmochares aereus – Malcoha à bec jaune
- Ceuthmochares australis – Malcoha austral